# Keith Packard
Keith Packard es un desarrollador de software, más conocido por su trabajo sobre el sistema X Window.
Packard es responsable de muchos documentos técnicos sobre X. Ha sido muy involucrado en el desarrollo de X desde finales de la década de 1980, en el MIT X Consortium, Xfree86 y actualmente en la Fundación X.org.
Después de haber sido expulsado de XFree86 luego de los desacuerdos (que condujo a la formación del éxito del Servidor X.org, es ahora líder del proyecto experimental sobre la Freedesktop.org servidor X y en la referencia oficial de la aplicación de X.
Packard es un desarrollador Debian desde 2004, el mantenimiento de fontconfig (así como el original) y otros paquetes.

## Carrera
Packard obtuvo la licenciatura en matemáticas de Reed College de Oregón en 1986. Trabajó en Tektronix, inc en Wilsonville y en el diseño de Terminales X además de Estaciones de trabajo Unix desde 1986 hasta 1988.
Luego se mudó a Cambridge, Massachusetts para trabajar en el Instituto de Tecnología de Massachusetts, en el Consorcio X desde 1988 hasta 1992, desarrolla el sistema X Window referencia y aplicación de normas como responsable de un pequeño equipo. A partir de ese momento fue el responsable  de la publicación de nuevas versiones de X.

## Otros programas en los que Packard ha trabajado
- cairo
- Extensiones X Window System: XRender, XFixes, XDamage, XComposite, XRandR
- KDrive
- fontconfig, Xft
- lenguaje de programación Nickle
- XDM

- Datos: Q92972